# لوئی بیکرتون
 لوئی بیکرتون (انگلیسی: Louie Bickerton؛ ۱۹۰۲ – ۶ ژوئن ۱۹۹۸) یک تنیس‌باز اهل استرالیا بود.